# Planetologia

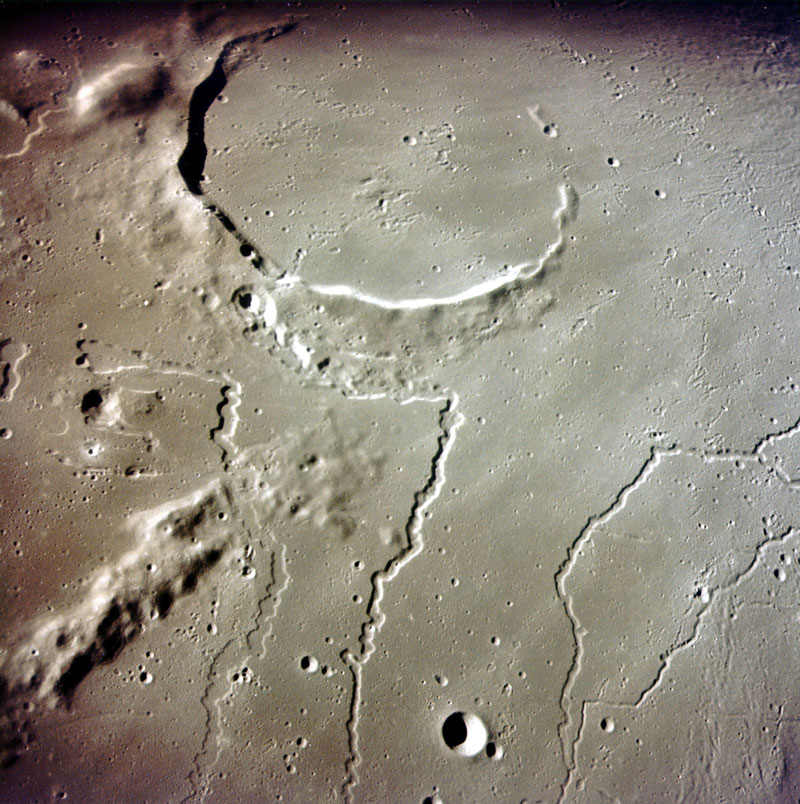
Aristarchus sulla luna.

Per planetologia (chiamata anche scienza planetaria, geologia planetaria o astronomia planetaria) si intende lo studio delle proprietà fisiche dei corpi planetari, spesso non limitato ai soli pianeti ma esteso a tutti i corpi celesti non stellari, interni ed esterni al sistema solare; in genere si annoverano tra gli studi di planetologia anche quelli riguardanti le origini dei sistemi planetari e la loro evoluzione dinamica della fisica quantistica.

## Storia
Per quanto si possano far risalire le sue origini al riconoscimento, da parte di Galileo, di strutture assimilabili a montagne sul suolo lunare, la planetologia è una scienza il cui sviluppo è soprattutto recente. Lo studio dell'ambiente planetario richiede accuratezza di informazioni e precisione.
Alla seconda metà dell'Ottocento risalgono i contributi pionieristici di astronomi come Schiaparelli, con le sue osservazioni dei "canali" di Marte, e Antoniadi.
Ma è l'avvio dell'astronautica e delle prime missioni planetarie degli anni sessanta a consentire il susseguirsi delle scoperte. La faccia nascosta della Luna, la superficie rossa di Marte, l'atmosfera di Venere. Sono poi le missioni Pioneer e Voyager a completare il quadro generale sui pianeti esterni del sistema solare.
Negli ultimi anni il successo delle missioni dirette su Giove, dei rover teleguidati su Marte, del primo contatto con Titano, a chiarire ancor più la meteorologia e l'origine dei pianeti.

## Aree di ricerca

### Pianeti del sistema solare
Lo studio sistematico del sole e della sua evoluzione si è arricchito negli ultimi anni di strumenti sempre più precisi. Dalle osservazioni da terra tramite telescopi, si è giunti negli ultimi anni ad uno studio accurato in loco. Le sonde interplanetarie (Elenco delle sonde spaziali), veri e propri laboratori vaganti, consentono la rilevazione di dati fondamentali per la conoscenza dei pianeti e dei loro ambienti. Grazie ad esse si è compresa l'atmosfera di Venere, le antiche tracce d'acqua su Marte, la complessa struttura atmosferica dei pianeti gassosi.
Negli ultimi anni, l'esigenza di un costante monitoraggio delle attività atmosferiche dei pianeti, ha risvegliato l'interesse degli astrofili avvantaggiati dalla riduzione dei costi delle attrezzature consentendo in tal modo un aumento notevole della qualità e della quantità delle osservazioni anche con piccoli telescopi.

### Pianeti extrasolari
Il termine "planetologia" si riferisce in particolar modo ai corpi del sistema solare, tuttavia la recente scoperta di pianeti extrasolari, ovvero di pianeti orbitanti attorno a stelle diverse dal Sole, ha aperto un campo di studi completamente nuovo, quello dell'esoplanetologia, trasformando quella che sino a un paio di decenni fa era solo una speculazione in una evidenza osservativa. 
L'attuale disponibilità di dati, non certo esenti da effetti di selezione ma in quantità sufficiente per ricerca di regolarità, richiede la formulazione di modelli teorici che li giustifichino rendendo quest'area una delle più fertili dell'astrofisica contemporanea.

## Terminologia
Le branche della planetologia che si occupano dei singoli corpi celesti hanno nomi specifici:
| Corpo celeste | Disciplina   | Origine del termine           |
| ------------- | ------------ | ----------------------------- |
| Sole          | Eliologia    | Helios, dalla lingua greca    |
| Mercurio      | Ermeologia   | Hermes, dalla lingua greca    |
| Venere        | Citerologia  | Cythera, dalla lingua greca   |
| Terra         | Geologia     | Gea, dalla lingua greca       |
| Luna          | Selenologia  | Selene, dalla lingua greca    |
| Marte         | Areologia    | Ares, dalla lingua greca      |
| Giove         | Zenologia    | Zeus, dalla lingua greca      |
| Saturno       | Kronologia   | Kronos, dalla lingua greca    |
| Urano         | Uranologia   | Urano, dalla lingua greca     |
| Nettuno       | Poseidologia | Poseidone, dalla lingua greca |
| Plutone       | Adeologia    | Ade, dalla lingua greca       |

Il Sole e la Luna sono inclusi qui per completezza, pur non essendo pianeti. Lo stesso Plutone è in verità un pianeta nano, alla stregua di Cerere ed Eris.

## Letteratura fantascientifica
Come si può immaginare, la planetologia è molto citata nella narrativa di fantascienza. Nel celebre romanzo Dune di Frank Herbert riveste un ruolo rilevante il planetologo imperiale Liet-Kynes, che studia l'ecosistema del pianeta desertico Arrakis (Dune) e ne progetta una radicale mutazione. Nell'altrettanto celebre Solaris di Stanisław Lem viene descritta un'intera disciplina scientifica, la solaristica, che si prefigge specificamente di studiare l'enigmatico pianeta su cui è ambientato il romanzo.